# 彦根市スポーツ・文化交流センター
彦根市スポーツ・文化交流センター（ひこねしスポーツ・ぶんかこうりゅうセンター）は、滋賀県彦根市にあるスポーツ・市民交流施設である。
「スポーツ棟」と「まちなか交流棟」によって構成され、スポーツ大会や市民交流の場として2022年（令和4年）12月10日に開館した。
当施設は株式会社PRO-SEEDがネーミングライツを取得したため、愛称として「プロシードアリーナHIKONE」が使用される（※契約期間は2027年（令和9年）3月31日まで）。

## 概要
JR南彦根駅から徒歩3 - 4分の土地に、スポーツの振興や健康増進、人と人が気軽に集まれる「にぎわいの拠点」の整備などを目的として、多くの利用を見込んで設置されたものであり、非常用物資の備蓄庫や非常電源などを設置することで、防災拠点としても機能する。

## 歴史

### 建設までの流れ
当施設は、第79回国民スポーツ大会の主会場に県立彦根総合運動場が決まったことで必要となった整備により、彦根市民体育センターの移転が必要になっていたことや、同大会の主会場が彦根市となることから建設が決定した。設計は公募型プロポーザル方式により、石本建築事務所が担当している。
当施設の建設に対し、彦根市の一部住民から反対の声が上がり、建設予算の支出差し止めなどを求める訴訟を提起されたが、請求は棄却（※一部は却下）された。

### 年表
- 2022年（令和4年）12月10日：開館。
- 2023年（令和5年）2月4日 - 5日：B.LEAGUEの滋賀レイクスがホームゲーム（三遠ネオフェニックス戦）を開催[注 1][17]。
- 2025年（予定）：第79回国民スポーツ大会の競技会場としてハンドボールや弓道を開催する予定。なお、当施設ではひこねスーパーカロム[18]（デモンストレーションスポーツ）も併せて開催する予定である[19][20]。

## 施設

### スポーツ棟

#### メインアリーナ

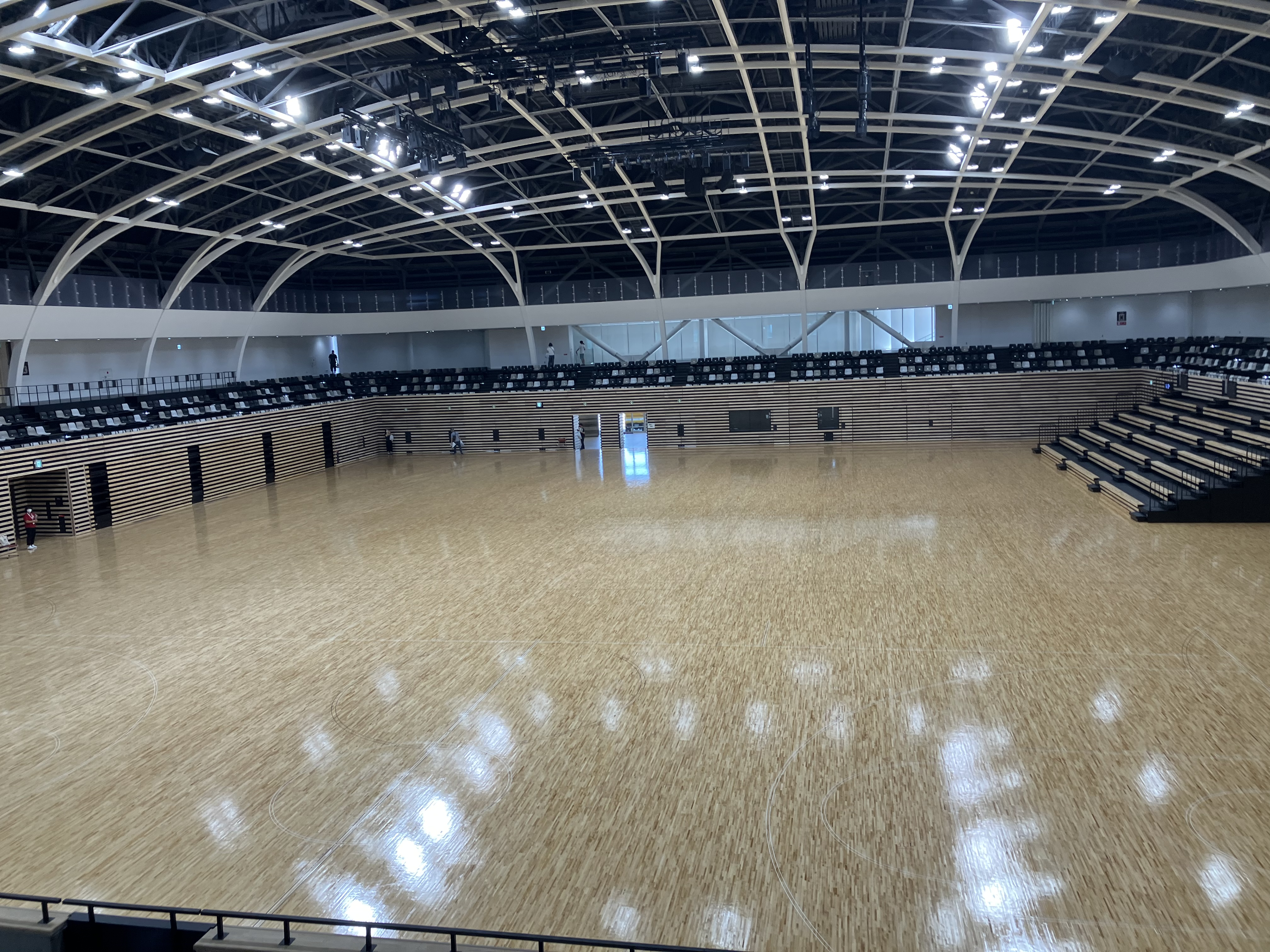
メインアリーナ

各種スポーツ大会、市民のレクリエーションなど幅広く利用できる。コート面積は57×45 mで天井高12.5 m、アリーナ面積は2,621平方メートル。ランニングコース（1周240 m）を併設する。
客席
- 固定1,546席、可動1,176席、車いす30席[1][2]

コートとして使用する場合
- ハンドボール 2面
- バスケットボール 3面
- バレーボール 4面
- バドミントン 15面
- フットサル 2面

アリーナ内に付する設備
- 役員室
- 選手控室
- 放送室・大会本部室
- 器具庫

#### サブアリーナ
コート面積は33×22 mで天井高7.9 m、アリーナ面積は806平方メートル。客席は設けられていない。
コートとして使用する場合
- バスケットボール 1面
- バレーボール 2面
- バドミントン 4面

#### 弓道場
2階に遠的場（3人立ち2射場。面積：425平方メートル）、3階に近的場（10人立ち。面積：823平方メートル）が設けられている。2階・3階とも、射場の後ろ側に控室を併設している。

#### 他の設備（スポーツ棟）
- トレーニング室（面積：102平方メートル[2]）
- ダンス室（面積：141平方メートル[2]）
- スポーツラウンジ - 1階出入口付近に2ヵ所設けられている[21]。
- 喫茶コーナー[2][22]・展示コーナー[2] - ともに、まちなか交流棟との連絡通路（2階）に設けられている。
- 会議室（視聴覚室）
- 多目的会議室

### まちなか交流棟

#### 多目的ホール
- 講演会や教室など、さまざまな用途に使用できる[7]。床面積は20×17 mで天井高7.5 m[2]、ホール面積は445平方メートル[2]。客席は最大で410席[3][2]（※うち234席は可動席[2]）。

#### 他の設備（まちなか交流棟）
- 教養文化室
- 会議室

### その他

#### 交流ストリート
- スポーツ棟とまちなか交流棟間にある遊歩道の愛称を指す[11]。

## 開催大会
- 2025年に開催が予定されている第79回国民スポーツ大会において、ハンドボールや弓道の競技会場となる予定（先述）[19][20]。

## 利用案内
- 営業時間
  - 9時30分 - 21時00分
- 定休日
  - 毎週火曜と年末年始（12月29日 - 1月3日）
- 駐車場
  - 北側107台（※軽自動車用33台を含む）、第一駐車場（旧燦ぱれす駐車場）70台[24]。    - 身障者駐車場（6台）・駐輪場あり[24]。

## アクセス
公共交通機関
- JR琵琶湖線（東海道本線）南彦根駅から徒歩5分[24]

自動車
- 名神高速道路彦根ICから15分[24]